# Київський кінно-єгерський полк
Київський кінно-єгерський полк — кавалерійський полк російської імператорської армії, що існував у 1790-1796 роках. 

## Історія
26 травня 1790 року наказано виділити по одному ескадрону з Глухівського, Ніжинського, Київського, Стародубівського, Сіверського та Чернігівського карабінерних полків, по два ескадрони з Переяславського і Тверського кінно-єгерських полків, і сформувати 10-ескадронний Київський кінно-єгерський полк.
У ході придушення польського повстання 1794 полк брав участь у боях 28 травня між Холмом і Дубенкою, 13 жовтня при Броці.

### Скасування полку
29 листопада 1796 року наказано полк розформувати. 285 нижніх чинів направлені в Ніжинський карабінерний полк, переформований в кірасирський; інші чини розподілені за різними полкам.